# Соловьёв, Дмитрий Николаевич
Дмитрий Николаевич Соловьёв (1843—1909/1910) — русский церковный композитор; педагог; директор канцелярии обер-прокурора Св. Синода (1896—1909). тайный советник.

## Биография
Родился 21 сентября (3 октября) 1843 года. В 1871 году со степенью кандидата окончил историко-филологический факультет Императорского Санкт-Петербургского университета. Во время учёбы он занимался со студенческим хором, которым руководил и после окончания университета. На юбилейном концерте Петербургского университета в 1869 году исполнялся написанный им гимн «Alma mater».
По окончании университета он состоял преподавателем латинского языка в 1-й гимназии; в 1880 году по поручению педагогического совета составил записку «Пятидесятилетие С.-Петербургской Первой гимназии», за которую получил орден Св. Владимира 4-й степени. В этом же году в Русском музыкальном вестнике (№№ 2,4,5,6) за подписью Регент была напечатана рецензия на «Литургию св. Иоанна Златоуста» П. Чайковского, которая с большой вероятностью приписывается Д. Н. Соловьёву.
В 1886—1890 годах он был инспектором и преподавателем русского языка 3-й Петербургской гимназии. В 1890—1895 годах он руководил 6-й гимназией. В ней он создал хор и оркестр из учащихся, которыми руководил дирижёр и органист Мариинского театра Игнатий Касперович Воячек. В 1894 году Соловьёв организовал концерт, для которого были объединены все хоры и оркестры петербургских средних учебных заведений и петербургского университета; концерт состоялся 13 февраля в зале Дворянского собрания «в присутствии Высочайших и особ и избранной приглашённой публики».
С 1892 года он состоял председателем Комиссии для обсуждения вопросов о постановке преподавания музыке и пению в средних учебных заведениях Министерства народного просвещения.
С 1 января 1895 года состоял в чине действительного статского советника. Был награждён орденами Св. Анны 1-й ст. (1900), Св. Станислава 1-й ст. (1896), Св. Владимира 2-й ст. (1892).
После многочисленных настойчивых приглашений К. П. Победоносцева, он согласился с 1896 года занять должность директора канцелярии обер-прокурора Св. Синода.
Д. Н. Соловьёв часто печатал статьи, в которых уделялось внимание древним распевам. В числе его публикаций:
- Церковное пение [Ноты] (для мужского хора): [в 3 вып.] / переложения Д. Соловьева. — Изд. 2-е. — СПб.: издание СПБ. Братства во имя Пресвятыя Богородицы, 1887 (типо-литография С. Ф. Яздовского).
- Церковное пение в Валаамской обители / [Соч.] Д. Соловьева. — СПб.: С.-Петерб. епарх. братство во имя Пресвятыя Богородицы, 1889. — 31 с.
- Краткое руководство к первоначальному изучению церковного пения по квадратной ноте [Ноты]: [упражнения и песнопения для голоса без сопровождения] / сост. Д. Соловьев. — СПб.: Училищный совет при Святейшем Синоде, 1900. — 67 с.
- Богослужебное пение древней христианской церкви // Русская музыкальная газета
- Азбука хорового пения с практическими упражнениями и краткой хрестоматией
- Евангельские стихиры и аллилуарии: для четырехголосного хора /  Войденов В. П. (стихиры), Соловьев Д. Н. (аллилуарии). — СПб., 1903.

Будучи исключительным знатоком церковного пения, Д. Н. Соловьёв составил описание крюковых нотных книг, находившихся в библиотеке Санкт-Петербургской духовной академии. Он также много работал над изучением греческого текста богослужебных книг и над сличением их со славянским переводом, который признавал необычайно близким к подлиннику.
За рукописный очерк истории музыки в России ему было присвоено звание члена музыкальной академии Св. Цецилии в Риме.
Скончался 21 декабря 1909 (3 января 1910) года, похоронен на кладбище Александро-Невской лавры.

## Семья
Жена — Мария Степановна. Их дети: Владимир (04.09.1880—?), Михаил (24.11.1886—?).